# Вільні. Нескорені
Вільні. Нескорені (с укр. — «Свободны.  Непокоренные») — украиноязычный сингл украинской певицы Тины Кароль, выпущенный 16 сентября 2022 года. Композиция записана в соавторстве с Аркадием Александровым и Александром Высоцким.

## Описание
15 сентября 2022 года, в своём официальном Telegram-канале, Кароль опубликовала новый сингл под названием «Вільні. Нескорені» до официальной премьеры. Официальный релиз композиции и видеоклипа, состоялись 16 сентября на всех музыкальных площадках.
Новый украиноязычный сингл Тины Кароль поднимает тему мотивации и силы, призывает к освобождению от навязанных стереотипов прошлого. 
Артистка посвятила трек украинском народу, который спустя месяцы российско-украинской войны, остаётся свободным.
“Наше время настало, мы готовы бороться за жизнь для свободной, непобедимой страны и гордо нести свой флаг победы. Эта песня, как мантра сопротивления, нерв непокорности, символ неизбежных перемен!”  – заявила Тина Кароль.
Впервые эту песню Кароль исполнила во время своего сольного концерта в Киевском метрополитене, который состоялся 10 сентября 2022 года. 

## Музыкальное видео
Премьера нового видеоклипа на песню «Вільні. Нескорені», состоялась 16 сентября 2022 года на официальном YouTube канале исполнительницы. Режиссёрами клипа выступили в тандеме Ксения Каргина и Елизавета Клюзко.
Съёмки видеоклипа, в котором Кароль предстает в футуристических образах, проходили в песчаном кварцевом карьере в Харьковской области, расположенном на расстоянии около 50 км от Харькова в Нововодолажском районе. Участие в клипе было одним из самых сложных для певицы из-за опасных сыпучих песков и невыносимого холода.   
В своём Telegram-канале исполнительница поделилась подробностями экстремальных съёмок этого видео. Во время съёмки фрагментов клипа с огнём, певица чуть не получила ожоги.  
“Во время съёмки был огонь, у меня нагрелись алюминиевые доспехи... Начало печь, я терпела... Потом поняла, что ещё пару секунд и будут ожоги. Я убежала через огонь из кадра, раздеваясь на ходу. Треш, если честно, и больно. Мы закончили съёмку, потому что я разревелась из-за этих фэшн-пыток”, — поделилась артистка. 
Ярким акцентом видеоработы стал суперкар Atlas – всемирно известный вездеход украинского производства, только на нём удалось передвигаться по карьеру. В новой видеоработе Кароль примеряет несколько образов. За стиль певицы в клипе отвечала украинский стилист Ольга Ревуцкая.

## Список композиций
| №                   | Название            | Текст песни                                          | Музыка                           | Длительность |
| ------------------- | ------------------- | ---------------------------------------------------- | -------------------------------- | ------------ |
| 1.                  | «Вільні. Нескорені» | Тина Кароль, Аркадий Александров, Александр Высоцкий | Аркадий Александров, Тина Кароль | 3:24         |
| Общая длительность: | Общая длительность: | Общая длительность:                                  | Общая длительность:              | 3:24         |

## Чарты

### Еженедельные чарты
| Чарт (2022)                                | Высшая позиция |
| ------------------------------------------ | -------------- |
| Киев (TopHit City & Country Radio Hits)    | 2              |
| Украина (TopHit City & Country Radio Hits) | 5              |
| Украина (TopHit Radio & YouTube Hits)      | 21             |
| Украина (TopHit YouTube Hits)              | 30             |

### Ежемесячные чарты
| Чарт (2022)                                | Высшая позиция |
| ------------------------------------------ | -------------- |
| Киев (TopHit City & Country Radio Hits)    | 3              |
| Украина (TopHit City & Country Radio Hits) | 7              |
| Украина (TopHit Radio & YouTube Hits)      | 31             |

## История релиза
| Регион  | Дата             | Формат                      | Версия   | Лейбл                 | Ист.   |
| ------- | ---------------- | --------------------------- | -------- | --------------------- | ------ |
| Украина | 15 сентября 2022 | Радиоротация                | Original | Самостоятельный релиз | [ 25 ] |
| Мир     | 16 сентября 2022 | Цифровая загрузка, стриминг | Original | Самостоятельный релиз | [ 26 ] |

## Награды и номинации
| Год  | Организация         | Категория               | Работа / Номинант   | Результат | Ист.   |
| ---- | ------------------- | ----------------------- | ------------------- | --------- | ------ |
| 2022 | MEGOGO Music Awards | Мазыка свободной страны | «Вільні. Нескорені» | Номинация | [ 27 ] |